# Andrej Klinar
Andrej Klinar (Jesenice, 5 febbraio 1942 – Bled, 5 aprile 2011) è stato uno sciatore alpino sloveno che gareggiò per la nazionale jugoslava.

## Biografia

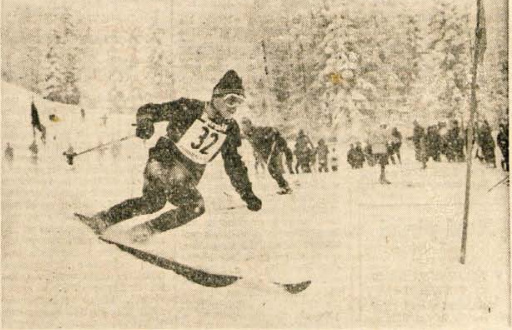
Klinar in gara nel 1969

Sciatore polivalente, Klinar debuttò in campo internazionale in occasione della discesa libera del trofeo dell'Hahnenkamm 1961 (Kitzbühel, 20 gennaio), senza completare la gara; ai IX Giochi olimpici invernali di Innsbruck 1964, sua prima presenza olimpica e iridata, si classificò 55º nella discesa libera, 45º nello slalom gigante e non si qualificò per la finale nello slalom speciale.
Esordì in Coppa del Mondo nella stagione inaugurale del circuito, il 29 gennaio 1967 a Megève in slalom speciale (32º); ai X Giochi olimpici invernali di Grenoble 1968, sua ultima presenza olimpica e iridata, si piazzò 41º nella discesa libera, 52º nello slalom gigante e non si qualificò per la finale nello slalom speciale. In Coppa del Mondo conquistò il miglior risultato il 17 febbraio 1969 a Kranjska Gora in slalom speciale (27º) e prese per l'ultima volta il via il 23 gennaio 1970 a Megève in discesa libera (46º).

## Palmarès

### Campionati jugoslavi
- 3 ori (discesa libera, combinata nel 1964; slalom gigante nel 1967)[5]